# Locust (logiciel)
Locust est un projet de logiciel libre créé en 2011 par Jonatan Heyman permettant d'effectuer des tests de performance sur des applications et serveurs web.
Locust est écrit en Python, ce qui lui permet d'être utilisé sur tout système d'exploitation supportant ce langage.
Il permet de simuler le comportement de plusieurs utilisateurs agissant de manière simultanée sur une application Web. Cette charge peut être lancée depuis un seul processus, mais peut également être répartie sur plusieurs machines ou processus s'il est nécessaire de générer un trafic important.
Les scénarios sont également en  Python et bénéficient donc l'ensemble de librairies fournies par ce langage et plus des fonctionnalités spécifique à Locust. Ces dernières peuvent être étendues facilement grâce à des paquets pip  proposé par la communauté.
Locust propose une interface web pour piloter le tir et afficher en temps réel les résultats des tests. Les statistiques mesurées comportent : 
- Durée du test
- Cible
- Nom du scénario
- Pour chaque requêtes (qui peuvent être groupés dans le scénario) :
  - Nombre de requêtes effectuées
  - Nombre d'erreurs
  - les temps de réponse : moyen, min, max, centiles (50e, 60e, 70e, 80e, 90e, 95e, 99e et 100e)
  - Taille des données transférées,
  - Nombre de requêtes / seconde,
  - Nombre de erreurs / seconde,
- Graphiques en fonction du temp:
  - Nombre total de requêtes / seconde et erreurs / seconde
  - Temps de réponse : 50e (median) et 95e centiles
  - Nombre d'utilisateurs : affichage de la rampe
- Résumé des erreurs et de la répartitions des requêtes
- Un onglet permet de suivre la charge des "workers" en mode distribué
- Un onglet permet d'exporter le rapports dans différents format : html, csv, ...

L'interface web peut également être modifiée au travers de scripts python, elle est également optionnelle et toutes les opérations peuvent être exécutées depuis la ligne de commande.

## Protocoles
Locust supporte les protocoles suivants :
- HTTP
- XML-RPC
- gRPC
- REST

Des plugins permettent d'ajouter les protocoles suivants :
- Playwright
- WebSockets/SocketIO
- Selenium/Webdriver
- HTTP users that load html page resource
- Kafka
- Mqtt